# Metil-szalicilát
A metil-szalicilát (fajdbogyó-olaj vagy "télizöld"-olaj) egy természetes vegyület, melyet számos növényfaj képes előállítani, elsősorban az örökzöld növények.

## Fordítás
- Ez a szócikk részben vagy egészben a Methyl salicylate című angol Wikipédia-szócikk fordításán alapul.  Az eredeti cikk szerkesztőit annak laptörténete sorolja fel. Ez a jelzés csupán a megfogalmazás eredetét és a szerzői jogokat jelzi, nem szolgál a cikkben szereplő információk forrásmegjelöléseként.